# Winsen (Luhe)
Winsen (Luhe) è una città di 33.656 abitanti della Bassa Sassonia, in Germania.

È il capoluogo del circondario (Landkreis) di Harburg (targa WL).
Winsen si fregia del titolo di "Comune indipendente" (Selbständige Gemeinde).

## Amministrazione

### Gemellaggi
Fukui
 Le Pont-de-Claix
 Pritzwalk
 Drezdenko